# Baron Browning
Baron Browning (Fort Worth, Texas, 19 de febrero de 1999) es un jugador profesional estadounidense de fútbol americano que se desempeña en la posición de linebacker en Denver Broncos, equipo de la National Football League (NFL).

## Carrera
Fue seleccionado en la tercera ronda en la Reunión Anual de Selección de Jugadores de la NFL de 2021. Hizo su debut profesional con el equipo Denver Broncos, donde lleva jugando tres temporadas.